# Sébastien Pierroz
Sébastien Pierroz (né le 25 février 1983 à Annecy, en France) est un auteur franco-canadien. Depuis son arrivée en Ontario, au Canada, en 2009, en plus de son métier d'auteur, il est journaliste, chroniqueur et producteur.

## Biographie
Sébastien Pierroz est un romancier, journaliste, chroniqueur et producteur franco-ontarien. Il est né le 25 février 1983 à Annecy, dans la région Auvergne-Rhône-Alpes, en France,. Son premier roman, Entre parenthèses est publié par les Éditions Prises de parole en 2016. Ce premier roman, considéré comme une fresque sociale du bilinguisme, est une critique de la société occidentale dans un environnement canadien.Ce roman a été l'un des cinq finalistes du Prix du livre d'Ottawa en 2017.
En 2023, Sébastien Pierroz écrit son deuxième roman, intitulé Deux heures avant la fin de l'été publié aux éditions David. Ce polar, qui se déroule dans plusieurs locations, traite du racisme dans la société française. Sébastien Pierroz est chroniqueur au journal Le Droit. Sa chronique porte sur les enjeux politiques et francophones de l'Ontario.
Journaliste pour la franchise ONFR+ du Groupe Média TFO depuis 2015, il en devient le producteur en 2021. Enfin, Sébastien Pierroz est titulaire d'un master en histoire contemporaine de l'université Paris 1 Panthéon-Sorbonne depuis 2007.

## Publications
- Entre parenthèses, Sudbury, Éditions Prise de parole, mars 2016, 363 p. (ISBN 9782894239544).
- Deux heures avant la fin de l'été, Ottawa, Éditions David, 2023, 379 p. (ISBN 9782895979319).

## Distinctions
- 2017 : Finaliste du Prix du livre d'Ottawa pour Entre parenthèses [4]
- 2022 : Finaliste, Prix Gemeaux, pour STUCK[9]